# Граф
 Вижте пояснителната страница за други значения на Граф.
 Вижте също: Огюст Конт.
Граф (от немски: graf), или конт – прието по времето на Карл Велики от византийското комит (от латински: comes през френски: comte), е висша благородническа титла на поземлен феодал през Средновековието, която в различните периоди е имала различна стойност. Възниква като служебно наименование на назначените от Карл Велики военно-административни управители и отначало няма смисъла на наследствена аристократична титла. Жената на графа се нарича графиня или контеса. В ранното Средновековие тя се дава от суверена – император или крал на член на неговия двор, който управлява дадена територия (графство) от негово име. Впоследствие титлата и владението стават наследствени, а графовете управляват от свое име.
В хералдическата история на Славянска Източна Европа през ранното средновековие се среща титлата жупан, съответстваща по степен на графската на Запад.
В йерархията на титлите граф е по-ниска от маркиз и по-висока от виконт. Английският вариант на титлата е ърл (earl), макар че на английски език за графовете от континентална Европа се използва думата count.
Във Великото литовско княжество титлата е нямала номинална стойност, и е била само въпрос на престиж. В Русия титлата е въведена от Петър I също като почетна и е съществувала до 1917 г.
От основната титла се оформят различни производни форми:
- ландграф – управител на подвластна страна (land) в Свещената Римска империя;
- маркграф – управител на гранична област (от нем. mark – граница);
- пфалцграф (граф-палатин) – управител на централната столична област (от нем. Pfalz – дворец);
- виконт – вицеконт (вместо граф), впоследствие става самостоятелна титла.